# Vallisneria anhuiensis
Vallisneria anhuiensis là một loài thực vật có hoa trong họ Hydrocharitaceae. Loài này được X.S.Shen mô tả khoa học đầu tiên năm 2001.